# Selene orstedii
Selene orstedii е вид бодлоперка от семейство Carangidae. Видът не е застрашен от изчезване.

## Разпространение и местообитание
Разпространен е в Гватемала, Еквадор, Колумбия, Коста Рика, Мексико, Никарагуа, Панама, Перу, Салвадор и Хондурас.
Среща се на дълбочина от 1,5 до 281,5 m.

## Описание
Тялото е много дълбоко, късо и свито; долният клон на първата хрилна дъга с 14 до 17 хрилни гребена; гръбна перка с 8 шипа, последвани от друг шип и 17 до 18 меки лъча (VII1, 17 – 18); предните дялове на втората гръбна и аналната перка са удължени при възрастните; предните гръбни шипове са силно удължени при младите; тяло без люспи; щипките на страничната линия са много слаби и слабо диференцирани; тяло е сребристо с метални сини зелени отблясъци; младите жълтеникави, с 4 или 5 прекъснати тъмни напречни чертички.
На дължина достигат до 33 cm.

## Биология
Възрастните се срещат в плитки крайбрежни води в малки пасажи, обикновено близо до дъното. Те се хранят с калмари, малки раци, малки риби и полихети. Предлага се на пазара пресен и осолен или изсушен.